# Vincent Delpuech
Pour les articles homonymes, voir Delpuech.
Vincent Delpuech, né à Port-de-Bouc (Bouches-du-Rhône) le 5 avril 1888 et mort à Marseille le 9 mars 1966, est un journaliste et un homme politique français.

## Sous laIIIeRépublique
De père marseillais et de mère languedocienne, il s'inscrit aux écoles primaires supérieures de Marseille avant de devenir employé au service de l'état civil de la ville de Marseille puis journaliste. En 1913, Frédéric Chevillon, député de Marseille, l'introduit en politique avant de mourir pendant la Première Guerre mondiale, au cours de laquelle Vincent Delpuech est caporal d'infanterie coloniale. Il participe à ce titre aux campagnes d'Orient, et combat dans le détroit des Dardanelles. Il ne sort pas indemne de la guerre, et se voit attribuer une pension "pour maladie imputable au service".
Après la guerre, il devient secrétaire du député et futur sénateur Benoît Bergeon, et dès 1919, il devient président d'honneur de la presse marseillaise.  
Durant l'entre-deux-guerres, il est successivement administrateur directeur du journal Le Radical (de Marseille) de 1921 à 1933, coadministrateur du Bavard en 1931, avant de devenir le président du conseil d'administration du journal Le Petit Provençal en 1933. Il donne un nouveau souffle au journal, en multipliant les pages spéciales sur le sport, la culture, l'agriculture, faisant du quotidien l'un des plus importants supports de presse du Sud-Est de la France. Il était également président de la Fédération internationale de la presse périodique. 
Radical socialiste, il est élu maire de la commune de Peynier en 1934, ce qui lui permet d'être nommé vice-président de l'Amicale des maires des Bouches-du-Rhône. En 1935, il est fait officier de la Légion d'honneur. Sa réputation ne fait que prendre de l'ampleur, et de nombreux quotidiens le nomment membre d'honneur : La Dépêche de Rouen, La France du Centre, La Montagne de Clermont-Ferrand, La Dépêche Dauphinoise, etc.. Il cumule d'autres fonctions honorifiques : vice-président de la foire de Marseille, administrateur du Crédit immobilier des Bouches-du-Rhône, administrateur de l'Office des Mutilés et Combattants, président du Syndicat intercommunal d'adduction d'eau du Puits-du-Rousset, pour les cantons de Trets et Roquevaire. Il est, à ce titre, le premier à jeter les bases de l'intercommunalité dans l'est du département des Bouches-du-Rhône.
Lors de l'élection sénatoriale de 1939, il décide de se présenter comme indépendant, en espérant récupérer des voix à son ancien mentor Bergeon. Il est élu au second tour sénateur des Bouches-du-Rhône le 10 janvier 1939. Il est inscrit dans le groupe de la Gauche démocratique, et fait partie des commissions chargées des Travaux publics et de la Marine, dans lesquelles il va œuvrer pour que le port fluvial de Strasbourg devienne port autonome.

## Sous le régime de Vichy
Après la défaite de la France face à l'Allemagne, il fait partie des parlementaires qui votent les pouvoirs constituants au maréchal Pétain le 10 juillet 1940, mettant fin à la IIIe République et permettant l'avènement du Régime de Vichy (voir Vote des pleins pouvoirs à Philippe Pétain le 10 juillet 1940). Il retrouve sa place dans les deux commissions du Sénat où il siégeait déjà, et intègre également la commission des Mines. 
À l'automne 1940 il devient administrateur du journal L'Œuvre, amené par Fernand Bouisson. Ce journal, dirigé depuis le 5 juillet 1940 par Marcel Déat, est désormais ouvertement engagé dans la voie de la collaboration et de l'antisémitisme. Sa ligne éditoriale sous le régime de Vichy fut celle d'un collaborationnisme pro-nazi défendant les thèses du Rassemblement national populaire, parti de Déat.
Vincent Delpuech conserve également son poste de directeur du journal Le Petit Provençal pendant toute la durée de la guerre. Dès 1940, Raphaël Alibert, secrétaire d'État à la Présidence du Conseil, avait préparé un décret visant à supprimer trois quotidiens ne soutenant pas assez la ligne du nouveau régime : La Dépêche, Le Petit Provençal et Le Progrès de Lyon. En effet, le 19 juin 1940, Le Petit Provençal est le seul journal à retranscrire intégralement en première page l'appel du 18 juin lancé par le général de Gaulle depuis Londres. Mais à partir de 1941, il passe un accord avec l'agence d'informations Inter-France, créée en 1937 par Dominique Sordet, membre de l'Action française. Cet accord permet au journal d'être considéré comme le principal quotidien politique local et régional par l'agence, laquelle est proche des dirigeants de Vichy. Le journal et son directeur soutiennent l'État de Vichy et l'occupant allemand. Ainsi, dès fin 1940, il est écrit sur les pages du quotidien : « Quoi que dise, quoi que fasse Pierre Laval, il a raison ». D'autre part on peut y lire des propos qui allaient bien au-delà des obligations de survie du journal sous la période d'occupation. Par exemple le 19 novembre 1941 un article évoque "d'importants perfectionnements apportés aux lois anti-juives" ou le 26 novembre 1942 "Un nouveau convoi d'ouvriers marseillais est parti hier pour le Reich [...]" avec "le même enthousiasme [...]" exprimant "leur satisfaction d'accomplir un grand acte de solidarité".  
En 1942, il devient président de la Société Le Radical.
Dans le même temps, les presses du Petit Provençal servaient, à partir d'octobre 1940, à imprimer un nouveau journal, Le Mot d'Ordre, dirigé par deux anciens parlementaires : Louis-Oscar Frossard, chargé de l’Information dans le cabinet Reynaud, et René Gounin, député U.S.R. proche de Marcel Déat. Ce journal est proche du pouvoir vichyste mais prend un ton souvent réticent face aux mesures gouvernementales et à la collaboration, dans les limites permises par la censure.  Dans les bureaux du Petit Provençal à Toulon, le résistant Albert Lamarque profite du soutien logistique du journal pour participer à la reconstitution de la S.F.I.O. dans le Sud-Est de la France, pour y organiser une réunion Comité de coordination des mouvements de résistance, et pour entreposer et diffuser des journaux clandestins (lettre du 6 septembre 1944). Rien n'indique cependant que Vincent Delpuech était au courant des agissements de Lamarque. Ainsi, Edmonde Charles-Roux, résistante notoire écrivit à son sujet : « Delpuech avait cru qu'il s'en tirerait en donnant de temps en temps des gages à la résistance. Il était intervenu en faveur de victimes d'arrestations arbitraires. Mais il avait aussi donné satisfaction aux inspecteurs de la LVF [Légion des Volontaires Français] en publiant des communiqués par lesquels ils appelaient à débarrasser la France des Juifs et des Francs-maçons aux ordres de l'Angleterre ». Sans nul doute Vincent Delpuech aura subi des pressions pour publier ces appels, mais il a alors préféré céder plutôt que de saborder Le Petit Provençal.

## Sous laIVeRépublique
À la Libération, Vincent Delpuech est arrêté le 26 août 1944 et incarcéré à la prison Saint-Pierre à Marseille. Deux jours avant, il avait été déchu de son siège de maire de Peynier par arrêté préfectoral. Le 11 décembre 1944, le Comité départemental de Libération des Bouches-du-Rhône dépose une plainte dans laquelle il est accusé « d'avoir servi servilement et jusqu'au dernier moment dans Le Petit Provençal, la politique de collaboration avec l'ennemi, par des appels à la collaboration, aux départs en Allemagne, à la LVF et à la Phalange africaine, ainsi que des attaques contre la Résistance et les Alliés de la France ». Vincent Delpuech a également été soupçonné de prise d'intérêt dans les tractations économiques avec l'occupant. Il possédait un des réseaux politico-financiers les plus importants du département des Bouches-du-Rhône.
Edmonde Charles-Roux conclut à son sujet : « Delpuech était méprisable et sa presse pourrie. Il aurait à s'en expliquer devant le Comité d'épuration ».  
Cependant, le commissaire de la République à Marseille classe l'affaire par ordonnance le 20 juillet 1945, laquelle déclare :
- Il n'apparaît pas que  Le Petit Provençal ait dépassé dans l'ensemble de ses articles ou de ses éditoriaux, les consignes impératives auxquelles il était soumis ;
- Il n'apparaît pas que ce quotidien aurait pu continuer de paraître en suivant une ligne politique autre que celle adoptée et en refusant la publication transmise par l'agence Havas ;
- Dans les conditions où M. Delpuech a continué la publication de ses journaux, on ne peut lui reprocher de ne pas les avoir sabordés, M. Delpuech étant également directeur du Radical de Marseille qui a fait l'objet d'une ordonnance de classement en date du 16 juillet 1945[20].

La procédure judiciaire engagée contre  Le Petit Provençal est également classée par l'ordonnance du Commissaire de la République du 16 août 1946.
Parallèlement, un premier jugement du 19 décembre 1945 par le jury d'honneur de Marseille, présidé par le président René Cassin, le rendait inéligible en ces termes : "Considérant que l'intéressé a été pendant l'occupation administrateur de journaux considérés comme ayant servi les intérêts de l'ennemi; que, par ailleurs, rien n'établit qu'il ait traduit en actes de résistance ses sentiments antigouvernementaux". Un second jugement du 26 octobre 1946 le rendra certes à nouveau éligible, mais précisait toutefois que "le fait d'avoir été pendant l'occupation administrateur de journaux [...] continue à figurer à son passif sur le plan politique". Comme l'indique une brochure du journal Le Provençal publiée en 1948 : "Vincent Delpuech a bénéficié de puissantes protections". D'ailleurs en 1948, Max Juvénal, président du Comité de libération des Bouches-du-Rhône, avait apporté son soutien à Vincent Delpuech lors des élections au Conseil de la République.
Aux élections de 1948 pour le Conseil de la République, il est battu malgré le soutien d'une partie des élus de gauche du Sud-Est. L'année suivante, il redevient président du conseil d'administration du Petit Provençal, et le restera jusqu'en 1963, puis il devient président-directeur général de France-Illustration (jusqu'en 1955). 
En 1953, il redevient maire de Peynier à la suite du désistement de Henri Lombard, son ancien adjoint et successeur en 1944, et le reste jusqu'en 1965.
Il est également réélu sénateur en 1955 "sur quotient", et il gardera ce mandat jusqu'à sa mort en 1966 (voir Liste des sénateurs des Bouches-du-Rhône). Il y est membre titulaire des commissions de la Marine, et de la presse, de la radio et du cinéma. En 1957, il devient trésorier du parti Radical socialiste dissident. Le 8 octobre, il devient vice-président de la commission des Affaires culturelles. Il devient également président du Conseil d'administration de la société d'éditions parisiennes périodiques Illustration-Babigny, président de la Fédération nationale de la presse hebdomadaire et périodique et vice-président de la Confédération de la presse française.
Vincent Delpuech était l'oncle et parrain du peintre Vincent Roux.
Il meurt à Marseille le 9 mars 1966 à son domicile du 5, square Stalingrad, et est enterré au cimetière Saint-Pierre.

## Postérité
Un boulevard porte son nom à Marseille.
Le 4 septembre 2010 la mairie de Peynier décide d'ériger une statue à la mémoire de Vincent Delpuech. L'association Jean-Zay en Provence, Pédagogie, Mémoire et Histoire proteste auprès de la population du village par voie de tract, dénonçant son passé collaborationniste. Le maire de Peynier, Christian Burle décide alors de porter l'affaire devant le tribunal d'Aix-en-Provence pour diffamation. L'affaire ne sera pas jugée, la procédure ayant été abandonnée par la mairie de Peynier devant l'offre de preuve produite par l'association auprès des juges.

## Décorations
- Officier de la Légion d'honneur
- Commandeur de l'ordre de l'Économie nationale (1955)[29]

## Sources
- « Vincent Delpuech », dans le Dictionnaire des parlementaires français (1889-1940), sous la direction de Jean Jolly, PUF, 1960 [détail de l’édition]